# Brian Charlesworth
Brian Charlesworth, FRS, britanski evolucijski biolog in akademik, * 29. april 1945.
Leta 1969 je doktoriral iz genetike na Univerzi v Cambridgeu in odšel na podoktorsko usposabljanje na Univerzo v Chicagu. Po vrnitvi v domovino je deloval na univerzah v Liverpoolu (1971-1974) in Sussexu pri Johnu Maynardu Smithu. V Chicago se je vrnil med letoma 1985 in 1997 kot predavatelj ekologije in evolucije, od leta 1997 pa poučuje in raziskuje na Inštitutu za evolucijsko biologijo (IEB) Univerze v Edinburgu.
Raziskuje predvsem na področju populacijske genetike z uporabo vinske mušice Drosophila melanogaster kot modelne vrste. Objavil je tudi več teoretskih razprav o staranju in evoluciji rekombinacije ter spolnih kromosomov na osnovi matematičnih modelov.
Samostojno in v sodelovanju z ženo Deborah Charlesworth, ki se prav tako ukvarja z evolucijsko biologijo, je napisal več učbenikov evolucije. Poleg tega je več let deloval kot glavni urednik revije Biology Letters.

## Priznanja
Za svoje delo na področju evolucijske biologije je prejel več priznanj. Leta 1991 je bil izvoljen za člana Kraljeve družbe iz Londona, leta 1996 za častnega člana Ameriške akademije umetnosti in znanosti in leta 2000 za člana Kraljeve družbe iz Edinburga. Leta 2010 je postal častni profesor Univerze v Edinburgu.
Kraljeva družba mu je leta 2000 podelila Darwinovo medaljo, Linnejevo društvo pa leta 2010 svojo Darwin-Wallaceovo medaljo.